# Бої за Курахове
Бої за Курахове розпочалися 31 жовтня 2024 року в ході наступу Збройних сил РФ у Донецькій області. Після втрати Вугледару російські війська почали спроби оточення міста. На 11 січня російські війська окупували практично все місто, але українські війська продовжували утримувати Курахівську ТЕС.

## Передумови
Після втрати Авдіївки російські війська досить швидко почали просуватися на східному фронті, але після успішного стримування ЗСУ російських військ, вони почали пробувати наступ на інші напрямки, одним із котрих стало місто Курахове. 15 жовтня було окуповане село Острівське, 28 жовтня — Гостре, 31 жовтня — село Максимільянівка.

## Командування
В грудні 2024 року кореспондентка Юлія Кирієнко-Мерінова заявила, що зведеною тактичною групою «Вугледар» та обороною Курахового командував полковник Валерій Курач.

## Перебіг подій
29 жовтня 46-та окрема аеромобільна бригада розбила 4 БМП і 2 танки російських військ, які наступали на східну околицю міста.
1 листопада 79-та десантно-штурмова бригада написала, що розбила напередодні 2 танки і 3 БМП росіян в районі села Костянтинівка під Кураховим, і це був третій чи четвертий випадок, коли росіяни застосовують таку велику кількість техніки за той тиждень.
На початок листопада російські війська посилили тиск на Курахове з нових напрямків, зокрема через Максимільянівку і продовжували тиснути з району Острівського. Після прориву оборони в районі Золотої Ниви та Вугледару, росіяни продовжили рух через Шахтарське, Новоукраїнку і Богоявленку, дійшовши до відтинку Ясна Поляна-Максимівка-Трудове.
Станом на 4 листопада 33-тя бригада тримала оборону Курахового.
11 січня проєкт Deep State повідомив про окупацію міста.
В ніч на 11 січня 2025 року низка українських ЗМІ написали, що російські війська повністю окупували Курахове. Згодом речник оперативно-стратегічного угрупування військ «Хортиця» Віктор Трегубов сказав, що «українські позиції тримаються на ТЕС, що входить в місто Курахове, тому казати про те, що російські війська взяли місто повністю, ми зараз не можемо».